# Christina Chanée
Christina Chanée, właśc. Christina Ratchanée Birch Wongskul (ur. 6 stycznia 1979) – tajsko-duńska piosenkarka, reprezentantka Danii podczas 55. Konkursu Piosenki Eurowizji w 2010 roku w parze z Tomasem N’evergreenem.

## Kariera muzyczna
Christina Chanée zaczynała swoją karierę jako wokalistka zespołów Diva2Diva i Sanne Jam. W 2003 roku nagrała utwór „Gone Away” wykorzystany w oficjalnej ścieżce dźwiękowej filmu Ania i Wiktor – kryzys w reżyserii Charlotte Sachs Bostrup, a także tytułowy utwór filmu Askepop – The Movie z tego samego roku.
W 2004 roku śpiewała w zespole Nubian Fräuleins z programu telewizyjnego Endelig fredag. Podczas pracy na planie programu poznała Kida Creole’a, który zaprosił ją do udziału w przesłuchaniach do musicalu Marvin Gaye – The Musical. Piosenkarka ostatecznie zdobyła główną rolę w spektaklu. Niedługo potem występowała jako solistka zespołu Kid Creole and The Coconuts.
W 2005 roku zagrała epizodyczną rolę w pierwszym sezonie serialu Klovn, zaś w 2007 roku wcieliła się w postać Kimmie w szóstym sezonie serialu 2900 Happiness. W 2010 zagrała tajską kobietę w filmie pt. Nie ma tego złego w reżyserii Mikkela Munch-Falsa, a także została solistką Orkiestry Jana Glæselsa.

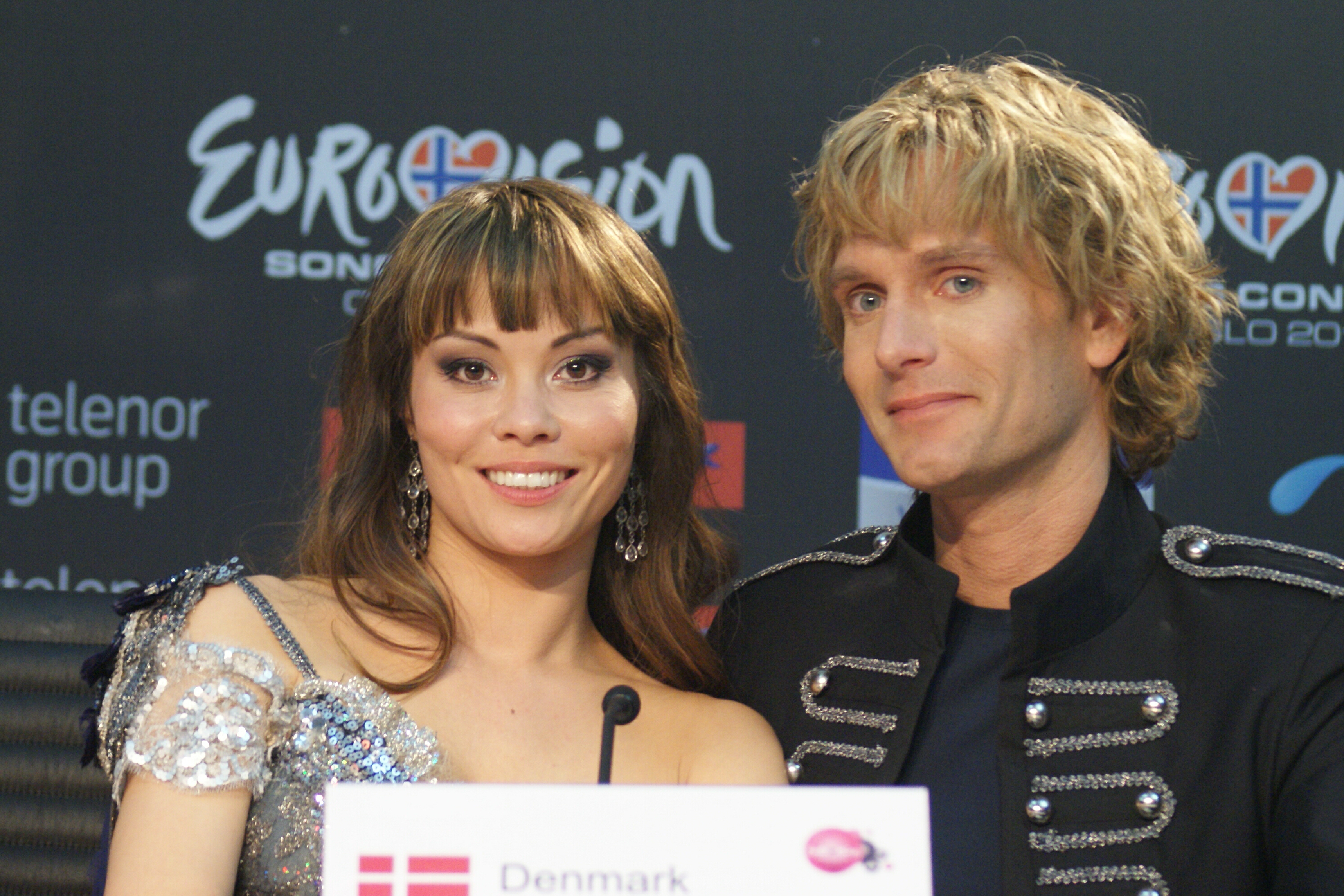
Chanée i Tomas N’evergreen podczas konferencji prasowej 55. Konkursu Piosenki Eurowizji w 2010 roku

W styczniu 2010 roku została ogłoszona finalistką krajowych eliminacji eurowizyjnych Dansk Melodi Grand Prix, do których zgłosiła się z utworem „In the Moment Like This” nagranym w duecie z Tomasem N’evergreenem. Na początku lutego para wystąpiła w finale selekcji i zdobyła w nim największe poparcie jurorów i telewidzów, dzięki czemu została wybrana na reprezentanta Danii podczas 55. Konkursu Piosenki Eurowizji.
Przed występem w konkursie duet był faworytem do wygrania według Stowarzyszenia Miłośników Konkursu Piosenki Eurowizji. 27 maja wystąpili w drugim półfinale imprezy i z piątego miejsca awansowali do finału, w którym wystąpili jako ostatni, 25. w kolejności i zajęli ostatecznie czwarte miejsce ze 149 punktami na koncie, w tym m.in. z maksymalnymi notami 12 punktów od Rumunii, Irlandii, Polski, Słowenii i Islandii.
W tym samym roku ukazała się debiutancka płyta studyjna Chanée zatytułowana In the Moment Like This, którą nagrała razem z N’evergreenem.

## Życie prywatne
Chanée związana jest ze swoim partnerem, Mikkelem Riberem, z którym ma córkę Filippę. Rodzina mieszka w Frederiksberg.

## Dyskografia

### Albumy studyjne
- In the Moment Like This (2010; z Tomasem N’evergreenem)